# Фејсвил (Тексас)
Фејсвил (енгл. Faysville) насељено је место без административног статуса у америчкој савезној држави Тексас.

## Демографија
По попису из 2010. године број становника је 439, што је 91 (26,1%) становника више него 2000. године.
| Група             | 2000.       | 2010.       |
| Белци             | 3 (0,9%)    | 6 (1,4%)    |
| Афроамериканци    | 0 (0,0%)    | 0 (0,0%)    |
| Азијати           | 0 (0,0%)    | 0 (0,0%)    |
| Хиспаноамериканци | 345 (99,1%) | 433 (98,6%) |
| Укупно            | 348         | 439         |